# Barringtonia conoidea
Barringtonia conoidea är en tvåhjärtbladig växtart som beskrevs av William Griffiths. Barringtonia conoidea ingår i släktet Barringtonia och familjen Lecythidaceae. Inga underarter finns listade i Catalogue of Life.